# Soendanees
Het Soendanees (Basa Sunda) is de volkstaal van westelijk Java, gesproken in de historische landstreek Soenda, in de provincies West-Java, Bantam en een gedeelte van Midden-Java; in West-Java is het in officieel gebruik. Het behoort tot de westelijke Malayo-Polynesische groep van de Austronesische talen en is met circa 27 miljoen sprekers de belangrijkste vertegenwoordiger van de Soenda-talen. Het vertoont een duidelijke verwantschap met het Maleis, Indonesisch en Javaans. Men onderscheidt vier hoofddialecten: Banten, Bogor, Priangan en Cirebon. Het Priangan is het meest prestigieuze dialect en fungeert thans als Soendanese standaardtaal.
Het Soendanees is een agglutinerende taal. Net als het Javaans kent het Soendanees een strenge taaletiquette, die verschillende woorden vereist naargelang men tegen hogergeplaatsten dan wel gelijken of ondergeschikten praat. Deze etiquette is zelfs doorgedrongen tot in de voorzetsels: tegen gelijken en ondergeschikten zegt men ditukangeun als men "achter" bedoelt, tegen zijn meerderen hoort men dan dipengkereun te zeggen.
Het Soendanees komt voor in een aantal boeken van de Nederlandse schrijfster Hella Haasse. Zo is het de moedertaal van Oeroeg uit het gelijknamige boek en roemt Rudolf uit Heren van de thee zijn subtiliteit in uitdrukkingsvormen, die volgens hem in groot contrast staat met het veel simpelere Maleis. Het was ook een Holle (een van de Heren van de thee) die de taal zodanig beheerste dat hij het eerste woordenboek Soendanees-Nederlands maakte.

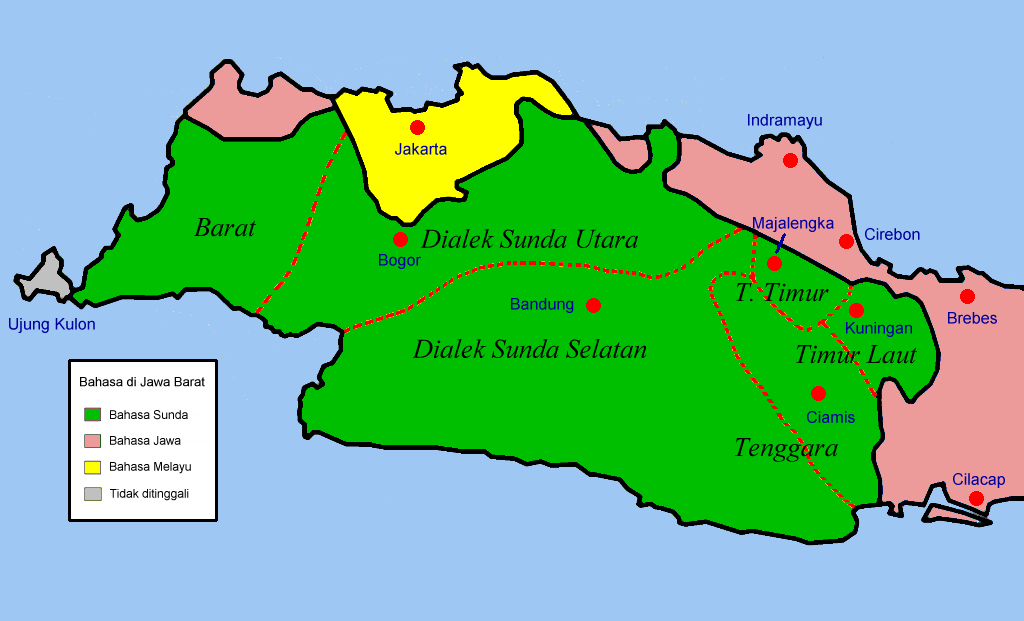
Kaart met dialecten van het Soendanees in het groen aangegeven

Het Soendanees is overigens ook voor de anderstalige Javanen een moeilijk te volgen taal, vooral door het hoge spreektempo en de "rising intonation", alsmede het feit dat dezelfde woorden een verschillende betekenis hebben in het Soendanees en het Javaans, bijvoorbeeld het adjectief atos. Op de vraag aan een sportleraar of zijn leerlinge al was overgestoken naar het basketbalveld, antwoordde de Soendanees, "Atos, si Bella", waarop de verontruste Javaanse vader vroeg waarom zijn dochter ruw had gespeeld, aangezien atos in zijn taal "hard" betekent. Maar de leraar doelde uiteraard op de betekenis "al, reeds" in zijn moedertaal.